# Кессин
Кессин (нем. Kessin) — коммуна в Германии, в земле Мекленбург-Передняя Померания.
Входит в состав района Бад-Доберан. Подчиняется управлению Варнов-Ост.  Население составляет 1494 человека (на 31 декабря 2006 года). Занимает площадь 10,97 км². Официальный код  —  13 0 51 035.